# 中枢神経系感染症
中枢神経系感染症（ちゅうすうしんけいかんせいしょう、Infections of the central nervous system）は、脳と脊髄からなる中枢神経系における感染症である。ウイルスの感染が最も多い原因であるが、細菌や真菌が原因の場合もあり、稀に寄生虫、原虫、プリオンが原因となる。

## 総論
発熱の原因が中枢神経と疑われるとき、髄液検査を行い細胞数の増加があれば神経感染症と考える。神経感染症では感染部位によって名称、症状が異なる。
| 名称     | 英語名              | 症状                                     |
| -------- | ------------------- | ---------------------------------------- |
| 脳炎     | encephalitis        | 頭痛、発熱、痙攣、意識障害、神経局所症状 |
| 髄膜炎   | meningitis          | 頭痛、発熱、嘔吐                         |
| 髄膜脳炎 | meningoencephalitis | 脳炎症状と髄膜炎症状                     |
| 硬膜炎   | pachymeningitis     | 頭痛、発熱、脳神経症状                   |
| 脊髄炎   | myelitis            | 発熱、対麻痺、膀胱直腸障害               |

中枢神経系の感染症は早期発見、効率的な方針決定、速やかな治療の開始が生命予後を左右するため医療にとって最も重要な疾患の一つである。これら明瞭な臨床症候群は急性細菌性髄膜炎、ウイルス性髄膜炎、脳炎、局所性感染症である脳膿瘍や硬膜下膿瘍および感染性血栓性静脈炎が含まれる。いずれもそれまで健康であった人々に発熱や頭痛などの非特異的な前駆症状を引き起こし、最初は比較的良性の病態と考えられる。しかし、ウイルス性髄膜炎以外はやがて意識状態の変化、局所性神経症状または痙攣発作が出現する。早期治療のポイントはこれらの病態を早急に鑑別し、病原体を同定し適切な特異的な治療を開始することである。まずは感染部位がくも膜下腔にある（すなわち髄膜炎である）のか、病変は脳組織全体に分布しているのか、あるいは大脳半球、小脳、または脳幹に限局しているのかを確認することが必要である。ウイルス感染により脳組織が直接受ける場合は脳炎とよばれ、細菌または真菌または寄生虫による局所性感染が脳組織に及んでいる場合には被膜形成の有無によって脳膿瘍、または脳実質炎とよばれる。

## 細菌性髄膜炎
細菌性髄膜炎はくも膜下腔内の急性化膿性感染症である。この疾患は中枢神経系の炎症反応を伴うため意識レベルの低下、てんかん発作、頭蓋内圧亢進症、脳卒中などをきたしうる。炎症反応はしばしば髄膜、くも膜下腔、脳実質におよび髄膜脳炎にいたる。米国では年間発生率は10万人あたり2.5人である。
20歳以上の成人における髄膜炎の原因菌として最も多いのは肺炎球菌であり10万人あたり1.1人であり報告例の約半数を占めている。肺炎球菌性髄膜炎のリスクを高める要因はいくつかあるが、その中で最も重要なものは肺炎球菌性肺炎の存在である。その他の危険因子としては急性、または慢性の肺炎球菌性副鼻腔炎、中耳炎、アルコール依存症、糖尿病、摘脾、低γグロブリン血症、補体欠損、頭蓋底骨折を伴う頭部外傷、脳脊髄漏がある。抗生物質療法にもかかわらず肺炎球菌性髄膜炎の死亡率は未だに20％という高さである。インフルエンザ菌b型ワクチンの導入で米国では小児のインフルエンザ菌b型髄膜炎が激減した。
細菌性髄膜炎の原因として多い肺炎球菌と髄膜炎菌は鼻咽腔上皮細胞に付着しコロニーを形成する。そこから血管内に侵入し脳室内脈絡叢に到達する。脈絡叢上皮細胞に直接感染し脳脊髄液中に入ることができる。脳脊髄液中では免疫防御機構が機能しないため細菌は急速に増殖する。細菌性髄膜炎の発症機序において重要なのは浸潤した細菌が誘発する炎症反応である。細菌性髄膜炎の神経症状や合併症の多くは、細菌による組織の直接的な破壊よりもむしろ、浸潤した細菌に対する免疫応答によって引き起こされている。結果として、抗生物質療法により脳脊髄液が無菌化された後になっても神経の損傷は進行しうる。
細菌の溶解と細胞壁成分のくも膜下腔への放出は炎症反応誘導の第一段階であり、これによりくも膜下腔に化膿性浸出物が形成される。細菌性髄膜炎の病態生理の多くは、脳脊髄液中のサイトカインやケモカイン濃度が上昇したことによる直接的な結果である。TNFとIL-1は相乗的に血液脳関門の透過性を高めて血管原性浮腫と血清蛋白のくも膜下腔への漏出を引き起こす。これらの漏出物によって閉塞性水頭症、交通性水頭症、間質性浮腫がおこる。またくも膜下腔への化膿性浸出物は脳底部大径動脈の狭窄を引き起こす。
細菌性髄膜炎の鑑別疾患としては単純ヘルペスウイルス脳炎（ヘルペス脳炎）やリケッチア症などがあげられる。局所神経脱落症状がある場合は硬膜下膿瘍、硬膜外膿瘍、脳膿瘍など局所性化膿性中枢神経系感染症も鑑別に考慮される。非感染性中枢神経疾患にも細菌性髄膜炎とよく似た症状を呈するものがある。特に重要なのがくも膜下出血である。その他の可能性としては腫瘍が破裂して内容物が脳脊髄液中に漏出することによっておこる化学性髄膜炎、薬物誘発性過敏性髄膜炎、癌性またはリンパ腫性髄膜炎、炎症性疾患（サルコイドーシス、全身性エリテマトーデス、ベーチェット病）に関連した髄膜炎、下垂体卒中、ブドウ膜髄膜炎症候群（Vogt-小柳-原田症候群）に合併する髄膜炎などがある。
予後はインフルエンザ菌、髄膜炎菌、B型連鎖球菌によつ髄膜炎菌の死亡率は3～7％でありリステリア菌では15％、肺炎球菌では20％である。生存者の約25％に中等度から重度の後遺症が残る。その発生率は原因菌によってことなるが知能の低下、記憶障害、痙攣発作、聴力低下、めまい感、歩行障害などである。

## 急性ウイルス性髄膜炎
ウイルス性髄膜炎では発熱、頭痛、髄膜刺激症状、および炎症性の脳脊髄液所見がみられる。発熱は倦怠感、筋痛、食欲不振、悪心、および嘔吐、腹痛や下痢を伴うことがある。軽度の傾眠もめずらしくない。しかしながら重大な意識障害（昏迷、昏睡、高度の錯乱など）が見られる場合には他の診断も考慮する。また合併症を伴わないウイルス性髄膜炎によって痙攣発作やその他の局所的な神経症状やその他、局所的な神経症状を生じることはなく、これらが見られる場合は髄膜脳炎など脳実質障害が示唆される。ウイルス性髄膜炎に伴う頭痛は通常、前頭部または眼窩後部に認められしばしば羞明や眼球運動に伴う疼痛が認められる。大部分の報告ではエンテロウイルスが無菌性髄膜炎の75 - 90％を占めている。エンテロウイルスはピコルナウイルス科に分類されておりコクサッキーウイルス、エコーウイルス、ポリオウイルス、ヒトエンテロウイルス68 - 71を含んでいる。
ウイルス性髄膜炎の発生率は報告されない例も多数あることから正確に知ることはできないが米国では年間75000例程度と考えられている。温暖な地域では夏から初秋にかけてエンテロウイルスや節足動物介在性ウイルス（アルボウイルス）感染が増加するのに伴ってウイルス性髄膜炎の発生率も増加する。ピーク時は10万人あたり1ヶ月に約1例となる。ウイルスの流行はHIVや単純ヘルペスウイルスは季節性はない。夏と初秋はアルボウイルスやエンテロウイルスが流行する。秋や冬はリンパ球性脈絡髄膜炎ウイルスが流行し、冬や春はムンプスウイルスが流行する。
鑑別診断では細菌性髄膜炎やその他の感染性髄膜炎（マイコプラズマやリステリア、リケッチアなど）、髄膜近傍の感染症または部分的に治療された細菌性髄膜炎、培養が陰性となりうる非ウイルス性髄膜炎（真菌性、寄生虫性、梅毒など）、癌性髄膜炎、非感染性炎症性疾患（サルコイドーシス、ベーチェット病、ブドウ膜炎症候群など）による二次的髄膜炎である。特に髄液検査で多核白血球優位の細胞数増加が認められた時は細菌性髄膜炎や髄膜近傍の感染症を考慮するべきである。
成人ではウイルス性髄膜炎の予後は極めて良好であり完全に回復することが多い。まれに数週から数ヶ月にわたる持続的な頭痛、軽度の精神機能障害、協調不能、全身性無力症をうったえる患者がいる。
アルボウイルス
アルボウイルスとして知られるウイルスにはウエストナイルウイルス、西部ウマ脳炎ウイルス、東部ウマ脳炎ウイルス、ベネズエラウマ脳炎ウイルス、セントルイス脳炎ウイルス、カリフォルニア脳炎ウイルスなどが知られている。

## ウイルス性脳炎
ウイルス性髄膜炎では感染過程や炎症反応が髄膜にほぼ限局しているのに対してウイルス性脳炎では脳実質も障害される。脳炎患者の多くは髄膜炎症状を伴い（髄膜脳炎）、一部の患者では脊髄や脊髄神経根も障害される。この場合は脳脊髄炎あるいは脳脊髄神経根炎という。
ウイルス性脳炎患者は髄膜炎の特徴である髄膜刺激による急性の熱性症状に加えて、錯乱、異常行動、意識レベルの変化、局所性またはびまん性の神経学的徴候および症状を呈することが多い。意識障害の程度は多様であり、軽度の嗜眠から深昏睡までみられる。脳炎患者には幻覚、興奮、人格変化、行動異常がみられ、時には明らかな精神病状態を示すこともある。
米国では年間2万例の脳炎が報告されているが実際にはこれより多いと考えられている。脳炎を起こすウイルスはウイルス性髄膜炎を起こすウイルスとほぼ同様である。正常な免疫能を有する成人に散発性に脳炎を起こすウイルスとしては重要なものはHSV-1とVZVでありエンテロウイルスがこれに続く。脳炎の流行はアルボウイルスによって引き起こされる。
ウイルス性脳炎が疑われる患者には高度の頭蓋内圧亢進がある場合は禁忌になるがそれ以外は髄液検査を必ず施行するべきである。ウイルス性脳炎の髄液所見はウイルス性髄膜炎の所見と区別することはできない。脳脊髄液の糖の低下はウイルス性脳炎では極めて稀であり、この場合は真菌、結核菌、寄生虫、レプトスピラ、梅毒などの感染性髄膜炎を疑うべきである。ムンプス、リンパ球性脈絡髄膜炎ウイルス、重症のHSV脳炎患者ではまれに脳脊髄液の糖の低下が見られることがある。原因ウイルスの同定にはPCRが有効である。1週間の抗ウイルス療法はPCRの検出に影響を及ぼせないが罹病期間とともに陽性率は低下していく傾向がある。1週間位以内ならば、98％で陽性であるが8 - 14日では約50％で低下し、15日以上経過すると21％にまで低下する。PCRが普及する以前は脳生検が行われていた。かなり障害がある部位から採取するのが一般的である。脳生検は無害な方法ではないが死亡率は0.2％と低く、重大な合併症は0.5 - 2％の患者にしかみられない。
治療はアシクロビルなど特異的な抗ウイルス薬を用いる。経口の効果は補助的な治療としても評価されていない。後遺症や予後は原因ウイルスによって大きく異なる。

## 亜急性髄膜炎
亜急性髄膜炎の患者は医師のもと訪れる数日から数週間前に持続性の頭痛、項部硬直、微熱、嗜眠を呈している。脳神経麻痺や寝汗が認められることもある。これらの症状は慢性髄膜炎と重複する。原因菌としては結核菌、クリプトコッカスなどの真菌症、ヒストプラズマ症、コクシジオイデス症、梅毒などが知られている。
結核性髄膜炎は結核菌が血行性に髄膜に広がることによって急性に起こるわけではない。初感染時に結核菌が血行性に髄膜に伝搬して脳実質に粟粒大の結核結節が形成されるとこれらが拡大し、通常は乾酪化する。乾酪化病巣が結核性髄膜炎を起こすかどうかはくも膜下腔への近さと線維性被膜が生じる率によってきまる。上衣下の乾酪化病巣から結核菌と結核菌抗原がくも膜下腔へと放出されると髄膜炎が生じる。結核菌抗原は強い炎症反応を引き起こしこれにより濃厚なな浸出液が産出されて脳底槽を満たし、脳神経や脳底部にある大血管が障害される。
真菌の感染は一般に空気中の真菌胞子を吸入することによって生じる。発熱、咳嗽、喀痰、胸痛を呈することがある。肺感染はしばしば自然に軽快する。肺に限局して感染した真菌はそのまま休止状態にあるが、細胞性免疫に異常が生じると再活性化して中枢神経系に播種する。真菌性髄膜炎ではクリプトコッカス症が多い。
梅毒はしばしば病初期に中枢神経に浸潤する。顔面神経麻痺と内耳神経が障害される。

## 慢性脳炎
慢性脳炎には進行性多巣性白質脳症、亜急性硬化性全脳炎、進行性風疹全脳炎が知られている。
進行性多巣性白質脳症

進行性多巣性白質脳症（PML）は中枢神経系全般に多数分布する大小の脱髄病変を特徴とする進行性疾患である。脱髄に加えて星状細胞とオリゴデンドロサイトの両者に特徴的な細胞学的変化がみられる。
亜急性硬化性全脳炎
亜急性硬化性全脳炎（SSPE）は中枢神経のまれな進行性脱髄性疾患である。麻疹ウイルスが脳組織に慢性的に感染することによって引き起こされる。
進行性風疹全脳炎
進行性風疹全脳炎は極めてまれな疾患である。主として先天性風疹症候群を有する男性にみられる。

## 脳膿瘍
脳膿瘍は脳実質内の巣状の化膿性炎症であり、典型的には血管に富む被膜に囲まれている。脳実質炎という言葉は被膜をもたない脳膿瘍を意味することが多い。細菌性脳膿瘍は比較的まれな頭蓋内感染症であり、発生率は年間10万人あたり約1人である。脳膿瘍の病因としては副鼻腔炎、中耳炎、乳様突起炎、歯牙感染など頭蓋近傍の感染から直接伝搬したもの、頭部外傷や脳外科手術に続発するもの、遠隔部位の感染から血行性に伝搬したものがある。特発性脳膿瘍も25％で認められる。
脳膿瘍は通常は感染性の過程というよりは腫大する頭蓋内占拠性病変のような臨床症状を呈する。典型的には頭痛、発熱、局所的神経脱落症状がみられるとされるがこの3つが揃うのは50％以下である。最も多い症状は頭痛であり75％にみられる。局所的感染症がある場合は髄液検査は治療の役にたたないことが多い。ドレナージや抗菌薬の投与によって死亡率は通常15％以下である。

## その他の局所的中枢神経感染症
神経嚢虫症
有鉤条虫の感染によって起こる。充分に火が通っていない豚肉の摂取などで感染する。
トキソプラズマ症
トキソプラズマ症は猫の糞便の処理などで感染する。

## 硬膜下膿瘍
硬膜下膿瘍は硬膜とくも膜の間に貯留した膿瘍である。硬膜下膿瘍はまれな疾患であり、局所的、化膿性の中枢神経感染症の15 - 25％を占めている。基礎疾患としては副鼻腔炎が最も多く、典型的には前頭洞単独の炎症や篩骨洞および上顎洞におよぶ炎症が見られる。しばしば発熱と進行性に悪化する頭痛を呈する。髄液検査からは有用な情報は得られない。治療はドレナージと抗菌薬投与で緊急の治療を要する。

## 硬膜外膿瘍
頭蓋の硬膜外膿瘍は頭蓋骨内板と硬膜の間の潜在的な間隙に現れる化膿性炎症である。硬膜外膿瘍は脳膿瘍や硬膜下膿瘍に比べて頻度が低く、局所性、化膿性の中枢神経感染症の2％を占めるに過ぎない。拡散強調画像では三日月形またはレンズ上の拡散低下が認められる。治療はドレナージと抗菌薬で緊急の治療を要する。

## 化膿性血栓性静脈炎
頭蓋内の化膿性血栓性静脈炎は皮質静脈および静脈洞の敗血症性静脈血栓であり、細菌性髄膜炎、硬膜下膿瘍の合併症、あるいは顔面皮膚、副鼻腔、中耳または乳様突起の感染の合併症として生じる。細菌性髄膜炎は上肢壌土静脈洞の敗血症性血栓症を引き起こす主要な原因となっている。敗血症性静脈洞血栓症はMRIでは静脈洞のフローボイドが見られない時に疑われ、MRVやDSAで確認される。

## 慢性および再発性髄膜炎
髄膜（軟膜、くも膜、硬膜）の慢性炎症は重篤な神経障害を引き起こすことがあり、治療がうまくいかない場合は死に至ることもある。この疾患は通常、特徴的な神経症候群が4週間以上続き、脳脊髄液にて持続的な炎症反応（特に髄液細胞の増加）が見られる場合に診断される。原因は多様であり、適切な治療は病因の同定にかかっている。慢性髄膜炎のほとんどの症例は以下の5つのカテゴリーに分類されている。それは髄膜の感染症、悪性腫瘍、非感染性の炎症性疾患、化学性髄膜炎、髄膜近傍の感染症である。持続性の頭痛（項部硬直の有無にかかわらず）、水頭症、脳神経障害、認知機能や性格変化が主要な所見となる。これらの所見は単一で見られることもあれば、複数が同時に出現することもある。通常は臨床症状から慢性髄膜炎が疑われ、髄液検査により炎症徴候が確認されることで診断される。
診断学的なアプローチをまとめる。慢性頭痛、水頭症、脳神経障害、神経根障害、認知機能の低下がみられる患者には髄膜の炎症を確認するための腰椎穿刺を考慮する。時に髄膜のコントラスト増強により診断されることもある。髄液検査で慢性髄膜炎の診断をしたら、脳脊髄液のさらなる検査、基礎にある感染性または非感染性の全身性炎症性疾患の診断、髄膜生検標本の病理学的検索により原因を同定していく。慢性髄膜炎には2つの臨床病型がある。そのひとつは症状が持続する慢性の病型であり、もう一つは別々の症状を発現する反復性の病型である。後者の場合はそれぞれの症状発現の間の時期には髄液の異常が消失してることがある。このような病型をとるものに関してはHSV2による感染症、類上皮腫、頭蓋咽頭腫、真珠腫の内容物が脳脊髄液に漏出することによる化学性髄膜炎、Vogt-小柳-原田病、ベーチェット病、Mollaret髄膜炎、全身性エリテマトーデスなどの原発性炎症性疾患、違法薬物の反復投与による薬物過敏症などがあげられる。なおベーチェット病に関しては間欠期でも髄液IL-6が高値であることが判明しており、間欠期も検査異常が今後検出できる可能性はある。
病歴や臨床徴候が慢性髄膜炎の確定診断では非常に重要である。結核の既往や海外渡航歴などは稀な慢性髄膜炎診断の手がかりとなる。慢性髄膜炎患者の局所的脳徴候の存在は脳膿瘍や髄膜近傍の感染症の可能性を示唆する。髄膜近傍の感染症の可能性を示唆する。髄膜近傍の感染症では、慢性的に排液している耳、副鼻腔炎、右-左の心臓または肺シャント、慢性の胸膜肺感染症など、感染源となりうる所見を同定することが診断の役にたつ。皮膚病変はベーチェット病、クリプトコッカス症、ブラストミセス症、全身性エリテマトーデス、ライム病、静注麻薬の使用、スポロトリクス症、トリパノソーマ症などを疑う根拠となる。リンパ節腫大はリンパ腫、結核、サルコイドーシス、HIV感染、第2期梅毒、ウィップル病の所見である可能性がある。眼科検査によってブドウ膜炎（Vogt-小柳-原田病、サルコイドーシス、中枢神経系リンパ腫）、乾燥性角結膜炎（シェーグレン症候群）、虹彩毛様体炎（ベーチェット病）、水頭症による視力低下なども評価できる。口腔内アフタ、陰部潰瘍、前房蓄膿はベーチェット病を示唆する。肝脾腫はリンパ腫、サルコイドーシス、結核、ブルセラ症を示唆する。陰部や大腿のヘルペス病変はHSV-2を示唆する。胸部の小結節、皮膚の色素沈着、限局性の骨痛、腹部腫瘤がある場合は癌性髄膜炎の可能性を考慮する。
慢性髄膜炎患者の約3分の1は脳脊髄液の検査や神経外病変の検索を行っても診断をつけることができない。また慢性髄膜炎をおこす病原体のいくつかは培養による同定に数週間を要する。慢性髄膜炎をおこす原因疾患の多くは治療法があり、かつ未治療なまま経過すると中枢神経系や脳神経およびその神経根に進行性の障害を生じうる。広く施行されている経験的治療としては抗結核薬、抗真菌薬、特にリポソームアムホテリシンB、非感染性の炎症性疾患に対するステロイド系抗炎症薬、特にステロイドパルス療法である。Mayo Clinicによる報告で最も有効なことが多いのがステロイド投与とされている。癌性髄膜炎やリンパ腫性髄膜炎では当初は診断をつけることが困難であるかもしれないが、時間の経過とともに診断がつけられる。

## 身体所見
急性脳炎、急性髄膜炎においては頭痛、意識レベル、髄膜刺激症状、神経学的局在徴候、皮疹・粘膜疹、リンパ節腫脹、頭部外傷、その他の一般身体所見を確認する。

### 意識レベル
注意、疎通性、見当、計算などを評価する。急性髄膜炎や急性脳炎では脳浮腫や頭蓋内圧亢進が意識障害の主原因である。

### 頭痛
自覚的な髄膜刺激症状では最もはやく出現する。Jolt accentuationという所見が有名である。これは1秒間に2 - 3回の早さで頭部を水平方向に回旋させた時に頭痛の増悪が認められる現象である。髄膜炎診断では感度97％であり特異度は60％である。急性発症の頭痛であり、突発発症のエピソードは通常とれない。また髄膜炎の頭痛では眼球圧痛が認められることが多い。

### 髄膜刺激症状
項部硬直、ケルニッヒ徴候、ブルジンスキー徴候、ラセーグ徴候などが知られている。 
項部硬直
患者を仰臥位にして枕をはずして検者の手を後頭部にあて静かに頭部を持ち上げ下顎を前胸部につけるように前屈する。項部硬直があるときはその動きとともに抵抗がみられ、前屈は制限され項部に痛みがはしる。頸部を前屈させるときに抵抗や痛みがあり充分に前屈ができない、すなわち胸部に顎がつかないとき陽性とする。項部硬直は髄膜炎のほか、くも膜下出血、小脳扁桃ヘルニアを起こしかけている脳圧亢進状態、テント下の空間占拠病変（小脳の血腫や腫瘍）、癌性あるいは白血病の髄膜浸潤、悪性症候群などでも認められる。高齢者ではしばしば項部硬直と間違えやすい頸部の異常がある。高齢者では首を他動的に動かした時の抵抗は髄膜炎の項部硬直、頚椎症、パーキンソン症候群、抵抗症(gegenhalten)といった筋緊張異常で認められる。髄膜炎の項部硬直では頸部の屈曲では抵抗があるが左右への受動的な回旋ではズムーズである。髄膜炎診断において項部硬直は感度30％、特異度68％である。細胞数1000/μl以上の高度の髄膜炎のみで検討すると項部硬直の感度および陰性的中度は100％であった。
ケルニッヒ徴候
患者を仰臥位にして一側下肢を股関節および膝関節で90度に屈曲させついで下腿を被動的に進展させると下腿を持ち上げても膝が屈曲し下腿を135度以上に進展できない場合を陽性とする。原典では座位で行っている。腰仙髄部の髄膜に炎症が及んだ時に認められる徴候である。髄膜炎診断においてケルニッヒ徴候は感度5％、特異度95％でありブルジンスキー徴候と同様である。
ブルジンスキー徴候
ブルジンスキー徴候は仰臥位の患者の頭を被動的に屈曲させると一側、あるいは両側下肢の股関節と膝関節で屈曲するものを陽性とする。髄膜炎診断においてはケルニッヒ徴候と同様で感度5％、特異度95％である。
ラセーグ徴候
ラセーグ徴候は通常は坐骨神経痛などの試験であるが髄膜炎のときは両側性に出現する。

### その他
神経学的局在徴候
最も多い神経局在徴候は片麻痺や注視障害、脳神経障害である。脳神経障害としては瞳孔不同、眼球運動障害、顔面神経麻痺、失語症などである。片麻痺は脳梗塞、脳浮腫、硬膜下膿瘍、部分痙攣後のトッド麻痺のいずれかのためである。特に細菌性髄膜炎では20～40％で痙攣が認められる。
皮膚
髄膜炎菌、肺炎球菌、ブドウ球菌などの髄膜炎で皮疹が認められる。髄膜炎菌の広汎性斑状丘疹が有名である。また軽く触っただけで痛がるという皮膚の痛覚閾値の低下が認められることもある。
リンパ節腫脹や粘膜疹
ウイルス感染に伴って出現する。

## 画像検査

### 頭部CT
急性脳炎、急性髄膜炎診療で頭部CTを撮影する意義としては、くも膜下出血、その他の脳血管障害、脳膿瘍、硬膜下膿瘍の鑑別、高度の頭蓋内圧亢進、脳腫瘍、閉塞性水頭症、その他の腰椎穿刺の禁忌病態を除外するために行う。

### 頭部MRI
頭部MRIでは髄膜の異常増強効果で髄膜炎の診断の手がかりになるとされている。異常増強効果は硬膜、硬膜下、くも膜が主体のDA型（dura-arachnoid pattern）とくも膜下、軟膜が主体のPS型（pia-subarachnoid space pattern）が知られ、それぞれびまん性と限局性が知られている。
DA型限局性
髄膜腫などのdual tail signや悪性腫瘍の硬膜転移、開頭術やシャント術後、サルコイドーシス、関節リウマチ、肥厚性硬膜炎、脳出血や脳梗塞や脳静脈瘻近傍の硬膜、頭蓋の腫瘍や炎症周囲の硬膜などで認められる。
DAびまん型
開頭術やシャント術後、くも膜下出血後、がん性髄膜炎を含む髄膜炎や特発性低髄液圧症候群などで認められる。
PS限局型
サルコイドーシス、sturge-weber症候群やリウマチ性髄膜炎（軟膜炎）などで認められる。
PSびまん型
くも膜下出血後、各種薬剤の髄注、がん性髄膜炎を含む髄膜炎、サルコイドーシスなどで認められる。

## 髄液検査
腰椎穿刺は高度の頭蓋内圧亢進、頭蓋内占拠性病変（特に後頭蓋窩）、腰部局所の感染巣、高度の出血傾向がある場合は禁忌となる。頭蓋内圧亢進時は最低限の髄液を採取するが、特に上記に該当しない場合は8～12mlほど採取し充分量保存する。
|                    | 液圧          | 外観               | 線維素析出           | 細胞数           | 主な細胞                     | 蛋白質       | 糖           | 塩素           | トリプトファン反応 |
| ------------------ | ------------- | ------------------ | -------------------- | ---------------- | ---------------------------- | ------------ | ------------ | -------------- | ------------------ |
| 基準値             | 70 - 180mmH2O | 無色透明           | なし                 | 5/mm3以下        | 単核球                       | 15 - 45mg/dl | 50 - 80mg/dl | 118 - 130mEq/l | なし               |
| ウイルス性髄膜炎   | ↑             | 無色透明           | なし                 | ↑ - ↑↑           | 単核球                       | ↑            | ±            | ±              | なし               |
| 結核性髄膜炎       | ↑↑            | 無色透明、日光微塵 | ＋（くも膜様）       | ↑↑↑（200 - 500） | 単核球                       | ↑↑           | ↓↓           | ↓↓             | ＋＋               |
| 細菌性髄膜炎       | ↑↑↑           | 膜様混濁           | ＋＋＋（膜様塊）     | ↑↑↑（1000以上）  | 多形核球                     | ↑↑           | ↓↓           | ↓↓             | ＋＋               |
| 日本脳炎           | ↑             | 無色透明に微塵黄染 | ＋                   | ↑                | 初期は多形核、後期はリンパ球 | ↑            | ± - ↑        | ±              | -                  |
| 多発根神経炎       | ↑             | 無色透明           | ＋                   | 0 - ↑            | 単核球                       | ↑↑↑          | ±            | ±              | -                  |
| くも膜下出血       | ↑↑↑           | 初期血性、後期黄染 | ＋＋＋               | ↑                | 単核球                       | ↑↑↑          | ↓            | -              | ＋                 |
| 脳膿瘍             | ↑↑            | 透明黄染           | -                    | ↑                | 単核球、異型細胞             | ± - ↑        | ± - ↓        | ±              | -                  |
| 脊柱管腔閉塞       | ↓             | 透明黄染           | ＋＋＋＋（膠様凝固） | ↑ - ↑↑↑          | 単核球                       | ↑↑↑          | ±            | ± - ↓          | -                  |
| 脳脊髄梅毒         | ↑             | 無色透明           | -                    | ↑                | 単核球                       | ↑            | ±            | ±              | -                  |
| 多発性硬化症       | ±             | 無色透明           | -                    | 0 - ↑            | 単核球                       | ± - ↑        | ±            | ±              | -                  |
| 神経ベーチェット病 | -             | 無色透明           | -                    | 10 - 200         | 多形核                       | ↑            | ±            | ±              | -                  |